# Padre Eterno, Immacolata Concezione con i santi Ippolito, Francesco e Carlo
Dio Padre, Immacolata Concezione con i santi Ippolito, Francesco e Carlo è un dipinto olio su tela di Francesco Cavagna eseguito per la  chiesa di Santa Maria Assunta e Sant'Ippolito di Gazzaniga di Bergamo.

## Storia
Molte delle opere di Francesco Cavagna, figlio del più famoso Gian Paolo, subirono nell'assegnazione, l'essere dimenticate o erroneamente confuse con quelle del padre con il quale condivise il periodo di apprendimento e successivamente la collaborazione, con la conseguenza che molti dei suoi dipinti furono catalogati come lavori paterni o di minor valore artistico. Il Tassi scriverà: 
(Francesco Tassi)
Il primo che assegnò il dipinto di Gazzaniga a Francesco fu Giovanni Maironi da Ponte. Questo, che presenta molte affinità con i lavori di Gian Paolo, fu sicuramente realizzato nella bottega condivisa. Il dipinto è da inserirsi in quella devozione mariana che seguì e segnò l'arte cattolica dopo il concilio di Trento, con il ripetersi di quegli importanti elementi iconografici fondamentali nell'immaginario emotivo del XVII secolo che indicano nella Madonna il mezzo, la mediatrice alla verità divina.

## Descrizione
Il dipinto è collocato come pala sul terzo altare della navata sinistra della chiesa. L'opera presenta caratteristiche simili a quello eseguite in collaborazione con il padre per la biblioteca del monastero di Sant'Agostino di Cremona.
Il dipinto raffigura nella parte superiore Dio padre inserito in una mandorla dorata da dove spuntano le teste di molti putti alati, e con le braccia spalancate come a presentare la figura della Madonna Immacolata raffigurata in maniera gigantistica riprendendo lavori del Panfilo Nuvolone o di Bernardino Gatti, astisti a cui si avvicinava il padre. L'Immacolata posta il piede su di un mostruoso serpente schiacciandolo, mentre al suo fianco sono dipinte la porta di una città, e sul lato opposto una scala. La Madonna come cammino, strada, intercessione, che apre ogni porta per il paradiso. I tre santi sono raffigurati nella parte inferiore in adorazione della Madonna. Una fontana, e il giglio sono la raffigurazione della purezza, simboli ripresi dalla Litanie Lauretane: '«Come un giglio fra i cardi» (Cantico, 2,1).
L'artista non ha mai avuto attenzione agli effetti di luce ravvicinata, ne allo spessore materico, a cui era particolarmente il padre.